# 名古屋雑煮

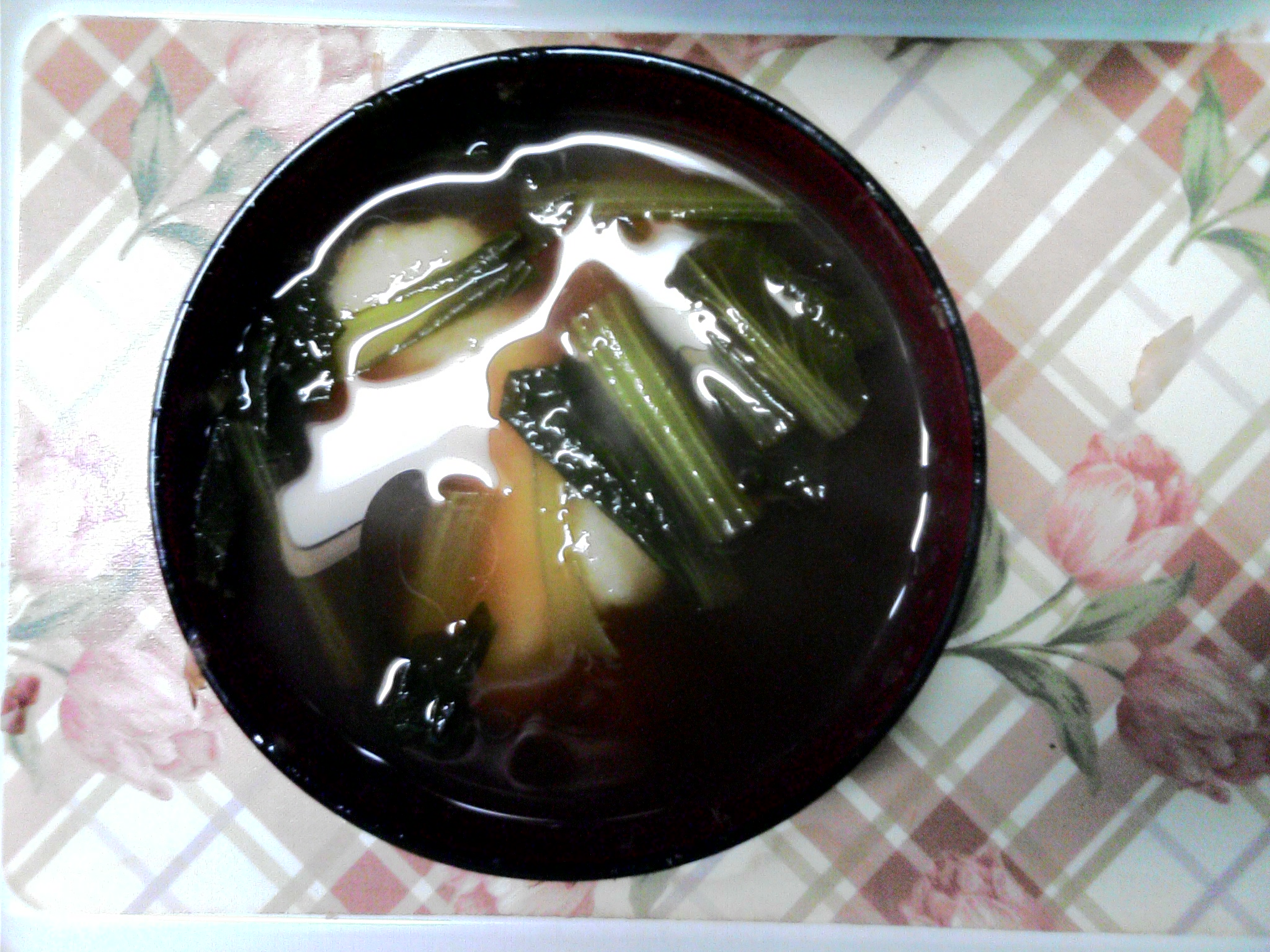
名古屋雑煮の例

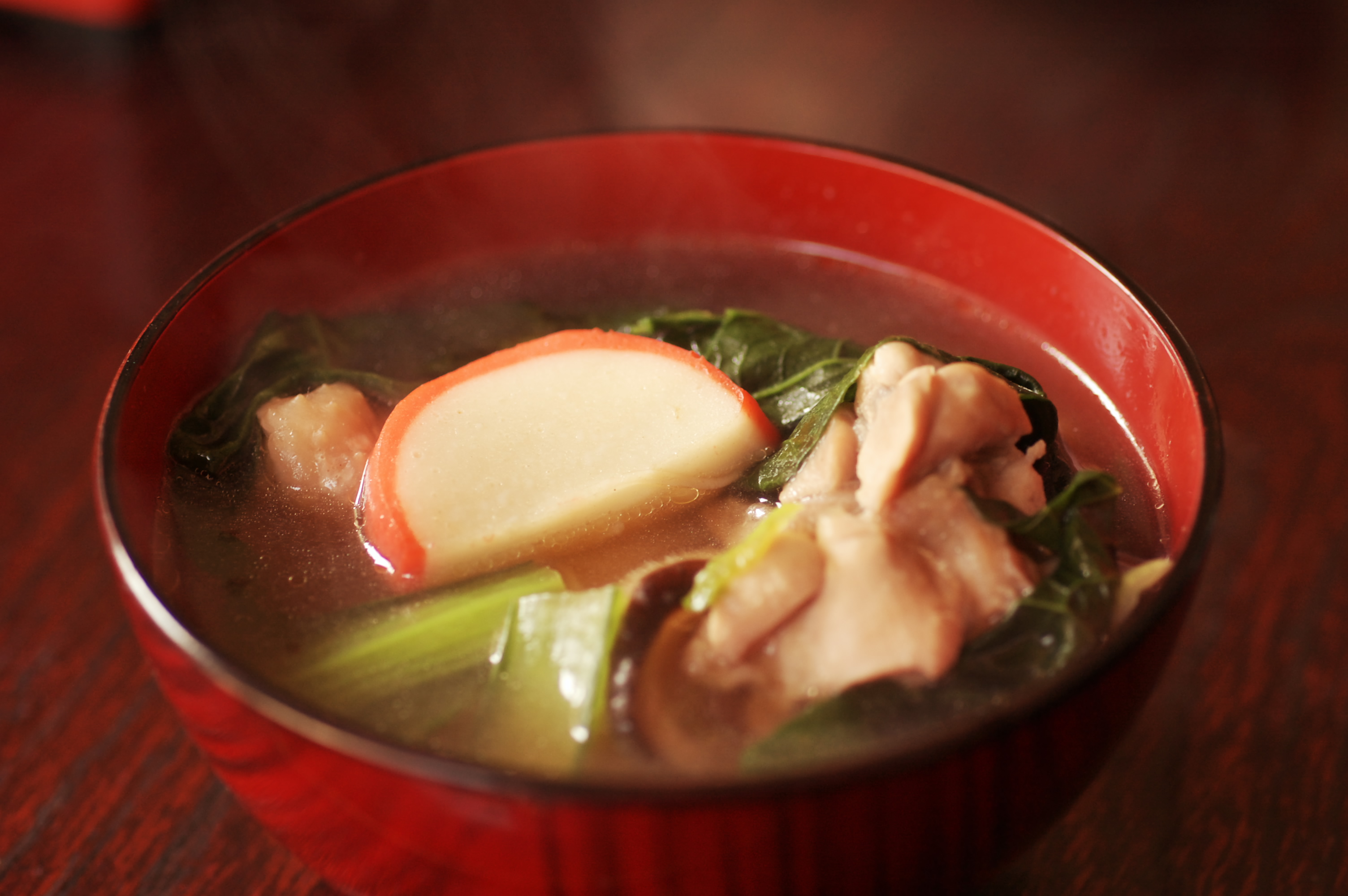
鶏肉とカマボコも入った愛知の雑煮の例

名古屋雑煮（なごやぞうに）は、愛知県名古屋市周辺で食されている郷土料理。餅と餅菜のみのシンプルな雑煮である。

## 概要
愛知県で食される雑煮は、カツオ節（ムロアジ節、サバ節）で出汁をとった醤油味のすまし汁仕立てで、角餅を焼かずに入れ、具材には餅菜と鶏肉のみ（カマボコやシイタケが加わる地域もある）というシンプルな雑煮であるが、名古屋周辺では鶏肉も入れないことが多い。醤油はたまり醤油か白醤油を好みで使い分ける。
愛知県の雑煮に欠かせない具材が、あいちの伝統野菜にも指定されている餅菜である。正月菜とも呼ばれ、尾張地域で古くから栽培されてきた野菜である。小松菜に似ているが、小松菜と比較すると柔らかく、甘味があり、アクが少ない。餅菜の代替として小松菜が使われることもある。餅菜は生食されたり、お浸しにされるなどしても食されている。
沿岸部では、炙った干した焼ハゼで出汁を取り、三河地域では味噌仕立てにすることもある。

## 由来
このようなシンプルな雑煮が食されるようになったことについては以下の様な説がある。
- 尾張藩主である徳川宗春が豪華な食事を食べていたところ、当時の将軍であった徳川吉宗に叱られたから[1][3]。
- 徳川家康から続く質素倹約の武士文化が受け継がれているから[1]。
- 御三家筆頭となる尾張徳川家が徳川家康から続く武家の在り方として範を示していたから[3]。
- 「名を（もち）上げる」「名（名古屋）を（もち）上げる」という縁起担ぎから、餅と菜を使うようになった[1][3]。
- 愛知のもち米そのものが美味であり、ほかの具を入れる必要がなかったから[2]。

また、餅を焼かないのは、白い餅を焼くことが「白が焼ける」＝「城が焼ける」として、縁起が悪いとされたためとも言われる。